# Rinat Ahmetov
Rinat Leonidovič Ahmetov (ukr. Рінат Леонідович Ахметов; Ukrajina, Donjeck, 21. rujna 1966.) ukrajinski je oligarh, političar i jedan od najbogatijih poduzetnika u Ukrajini i Europi. Predsjednik je poslovne korporacije «System Capital Management» (SCM) i nogometnog kluba Šahatar iz Donjecka. 

## Životopis
Rinat Ahmetov rođen je u istočnoj Ukrajini, gradu Donjecku 1966. godine. Podrijetlom je iz radničke tatarske obitelji: otac Leonid Aleksejevič i mati Njakija Nasredinovna. Porijeklom je iz radničke obitelji. Oženjen je za suprugu Liliju Smirnovu s kojom ima dva sina Damira i Almira. Završio je ekonomski smjer na Donječkom državnom sveučilištu. Aktivan je član ukrajinske stranke Partija regija.